# Кызыл-Тогай
Кызы́л-Тога́й (ног. Кызыл-Тогай) — аул в Ногайском районе Карачаево-Черкесии. Входит в состав Икон-Халкского сельского поселения.

## География
Аул расположен в юго-западной части Ногайского района, на правом берегу реки Большой Зеленчук. Находится в 11 км к западу от сельского центра Икон-Халк, в 21 км в юго-западу от районного центра Эркен-Шахар и в 38 км к северо-западу от города Черкесск.
Граничит с землями населённых пунктов: Баралки на севере, Адыге-Хабль и Икон-Халк на востоке, Бесленей на юге и Старо-Кувинск на западе.
Населённый пункт расположен в предгорной зоне республики. Рельеф местности представляет собой в основном холмистую равнину. Терраса имеет общий уклон с востока на запад, в сторону долины реки. Средние высоты на территории аула составляют 518 метров над уровнем моря. Гидрографическая сеть в основном представлена рекой Большой Зеленчук.
Климат умеренный. Средняя годовая температура воздуха составляет около +10°С. Наиболее холодный месяц — январь (среднемесячная температура – 1,5°С), а наиболее тёплый — июль (+21,5°С). Заморозки начинаются в начале декабря и заканчиваются в начале апреля. Среднее количество осадков в год составляет около 750 мм в год. Основная их часть приходится на период с мая по июль.

## История
Аул основан в 1929 году переселенцами из аула Икон-Халк (Тохтамышский).
С 1935 года Кызыл-Тогай входил в состав Икон-Халкского района. По данным на 1939 год, был центром Кызыл-Тогайского сельсовета, который в 1954 году был упразднён и включён в состав Икон-Халковского сельского совета.
В 1957 году с упразднением Икон-Халковского района, аул был передан в состав Адыге-Хабльского района.
В 2007 году аул вошёл в состав новообразованного Ногайского района республики.

## Население
| 2002 | 2010 | 2021 |
| ---- | ---- | ---- |
| 260  | ↘230 | ↗296 |

Национальный состав
По данным Всероссийской переписи населения 2010 года:
| Народ   | Численность, чел. | Доля от всего населения, % |
| ------- | ----------------- | -------------------------- |
| ногайцы | 173               | 75,2 %                     |
| чеченцы | 23                | 10,0 %                     |
| черкесы | 15                | 6,5 %                      |
| абазины | 14                | 6,1 %                      |
| другие  | 5                 | 2,2 %                      |
| всего   | 230               | 100 %                      |

## Инфраструктура
В ауле функционируют одна средняя школа и один фельдшерско-акушерский пункт.